# Monasterio de San Miguel de las Cúpulas Doradas

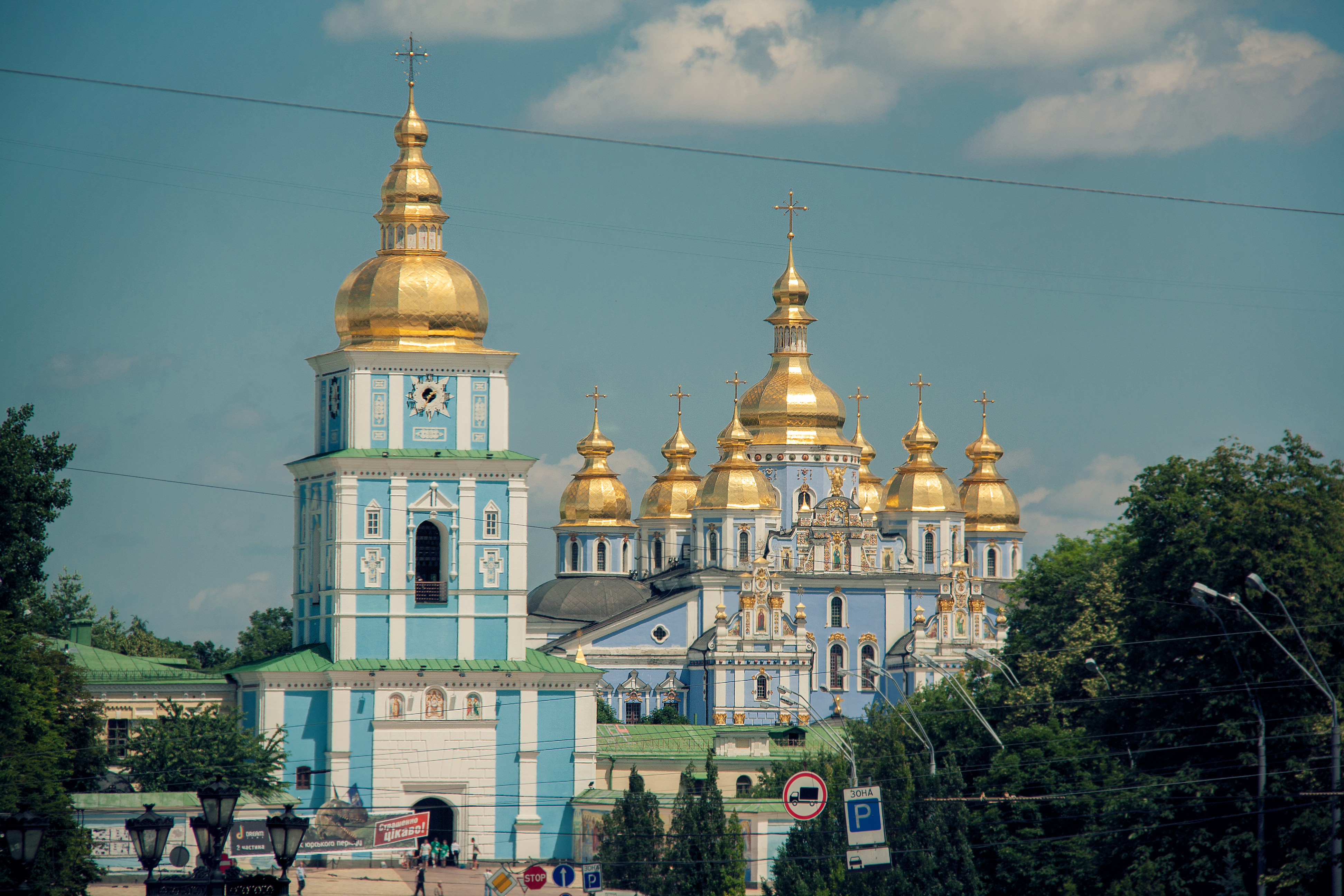
El Monasterio de San Miguel de las Cúpulas Doradas con su campanario.

El Monasterio de San Miguel de las Cúpulas Doradas (en ucraniano: Михайлівський золотоверхий монастир, transliteración: Myjáylivskyi zolotovérjyi monastyr) es un monasterio de Kiev (Ucrania). Se encuentra en la parte occidental del río Dniéper, al borde de un risco y al noreste de la Catedral de Santa Sofía. Está situado en la ciudad alta, el núcleo histórico y barrio administrativo de Kiev, con vistas a la parte comercial de la ciudad, el barrio de Podol.
Originalmente construido en la Edad Media por Sviatopolk II, el monasterio se compone de la catedral (Myjáylivskyi zolotovérjyi sobor), del refectorio de San Juan el Divino, construido en 1713, la Puerta Económica (Ekonomichna vrata), construida en 1760, y el campanario del monasterio que fue añadido entre 1716 y 1719. El exterior de la estructura fue reconstruido en el siglo XVIII al estilo del barroco ucraniano, mientras el interior continúa con su estilo bizantino original. La catedral fue destruida en los años 1930 por las autoridades soviéticas, siendo reconstruida tras la independencia de Ucrania.

## Historia

### DelsigloXIalXIX

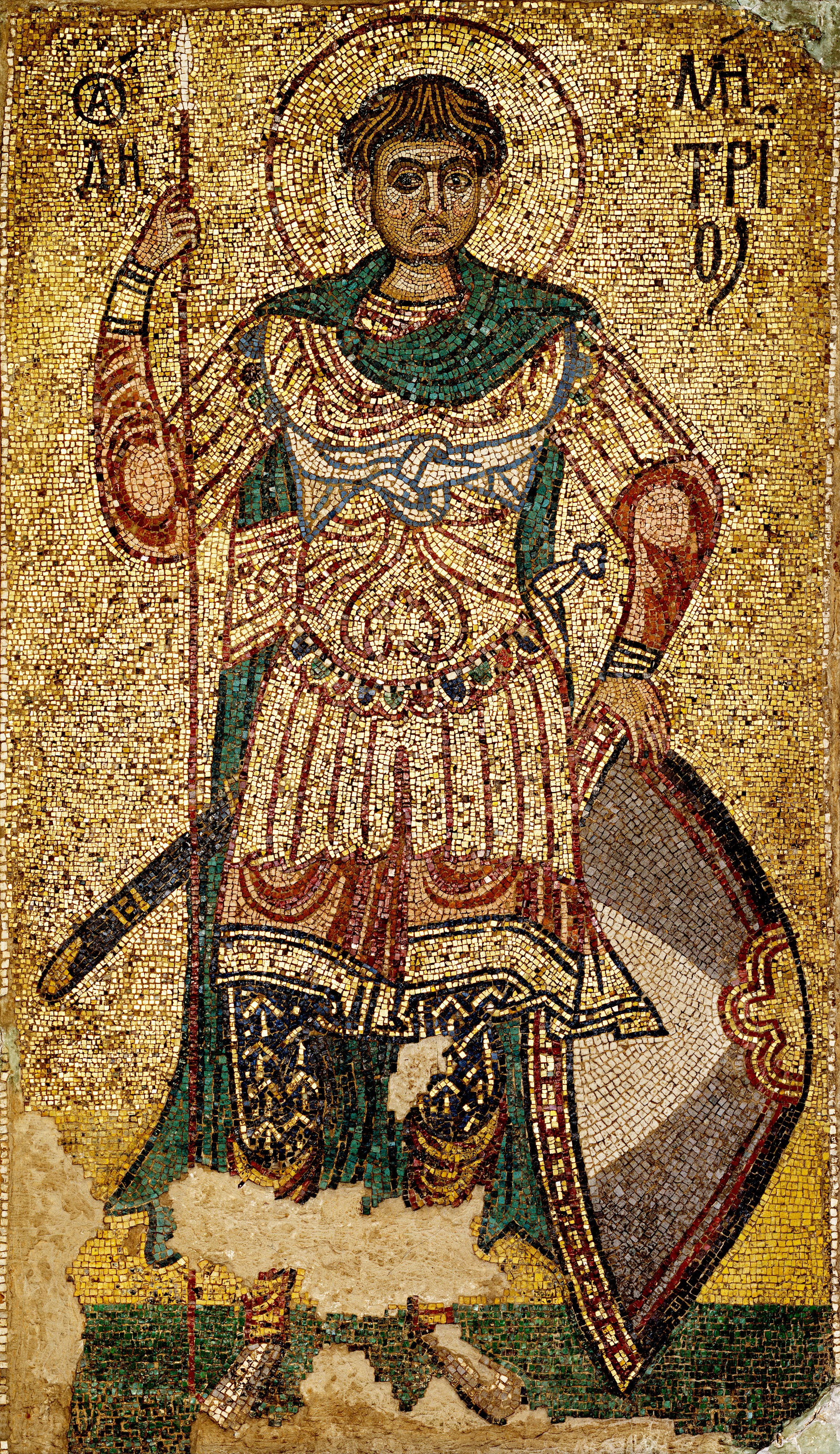
El mosaico de San Demetrio fue instalado por Sviatopolk II en la catedral del monasterio para glorificar al santo patrón de su padre.

Algunos eruditos creen que el príncipe Iziaslav Yaroslávich, cuyo nombre de pila era Demetrius, construyó el monasterio y la iglesia de San Demetrio en la «ciudad alta» de Kiev en la década de 1050, cerca de la catedral de Santa Sofía. Medio siglo después, su hijo, Sviatopolk Iziaslávich II, se encargó de la iglesia del monasterio dedicada a su propio santo patrón, el arcángel San Miguel. Una razón para construir la iglesia pudo ser la reciente victoria de Sviatopolk sobre los polovtsianos nómadas, ya que el arcángel San Miguel se consideraba el patrón de los guerreros y la victoria.
El monasterio era considerado el claustro familiar de la familia Sviatopolk, siendo lugar de entierro para los miembros de la familia (en contraste con el Monasterio de San Miguel de Výdubichi patrocinado por su rival, Vladímir Monómaco). Probablemente, las cúpulas de la catedral fueron las primeras cúpulas de color dorado del Rus de Kiev, algo que con el paso del tiempo se convirtió en una práctica habitual y que dio al complejo el apodo de «la cúpula dorada» o «el techo dorado», según la traducción.
Se cree que durante la invasión mongola de la Rus de Kiev, en 1240, el monasterio fue seriamente dañado. Los mongoles dañaron la catedral y destruyeron sus cúpulas dorado y plateadas. Posteriormente, el claustro cayó en mal estado y no hay documentación acerca de la misma de los dos siglos y medio siguientes. En 1496, el monasterio había resurgido y el nombre de Monasterio de San Demetrio se cambió a Monasterio de San Miguel tras la construcción por Sviatopolk II de la iglesia de la catedral. Tras numerosas restauraciones y ampliaciones a lo largo del siglo XVI, se convirtió gradualmente en uno de los monasterios más populares y ricos de Ucrania. En 1620, Iov Boretski lo convirtió en residencia del nuevo obispo metropolitano ortodoxo de Kiev y, en 1633, Isaya Kopynski fue nombrado supervisor del monasterio.

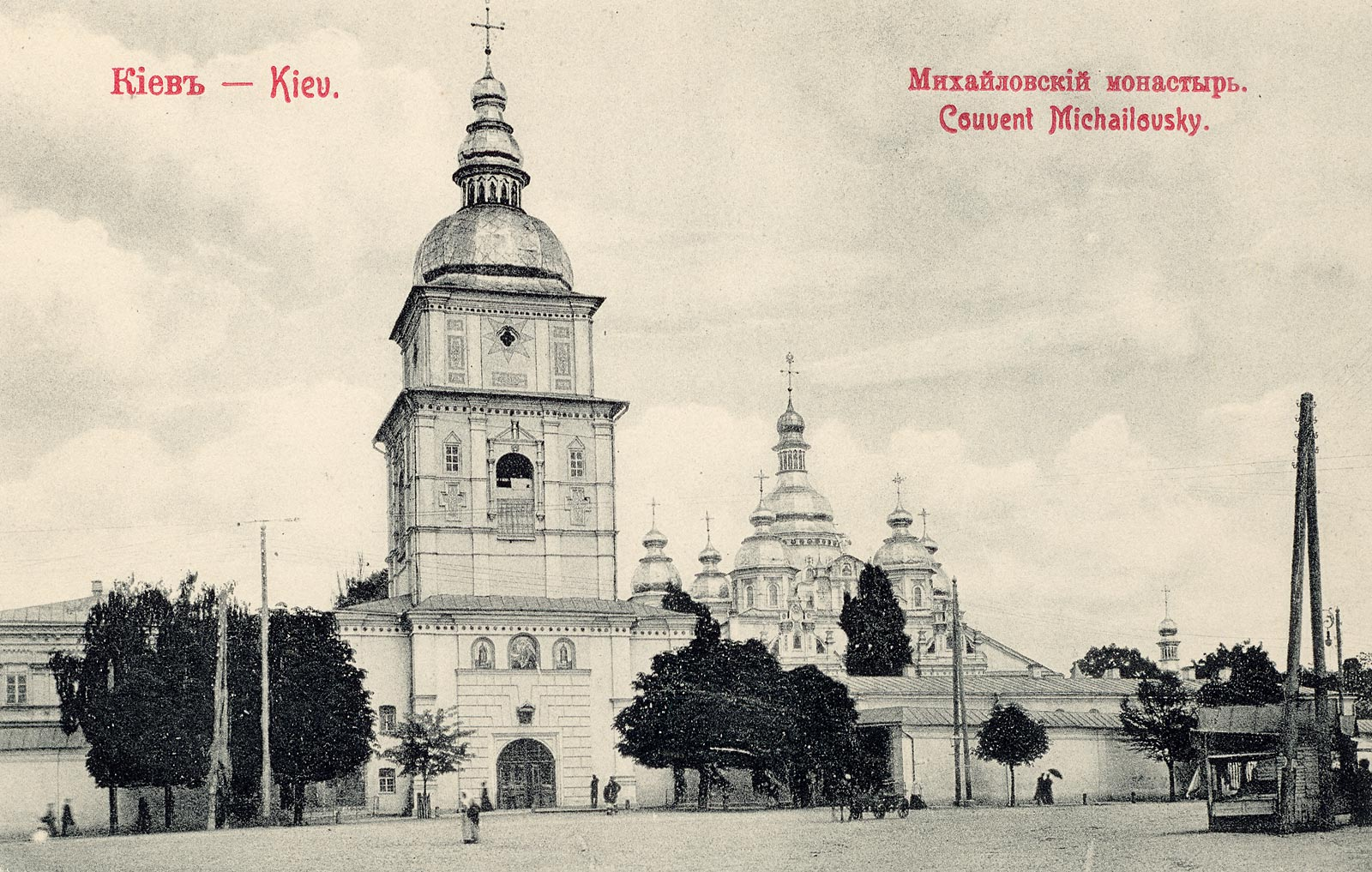
El Monasterio de San Miguel de las Cúpulas Doradas a principios de los años 1900.

El monasterio disfrutó del patrocinio de los atamanes y otros benefactores a través de los años. La principal atracción para los peregrinos eran las reliquias de Santa Bárbara, supuestamente traídas desde Constantinopla en 1108 por la esposa de Sviatopolk II y guardadas en un relicario de plata donado por el atamán Iván Mazepa. Aunque la mayoría de los terrenos monásticos se secularizaron a finales del siglo XVIII, en los siglos XIX y XX residían allí nada menos que 240 monjes. El monasterio sirvió de residencia al obispo de Chernígov después de 1800. En los terrenos del monasterio se encontraba una escuela de chantres, en la que tanto estudiaron como enseñaron varios compositores prominentes tales como Kyrylo Stetsenko y Yákiv Yatsynévych.
En 1870, aproximadamente 100 000 peregrinos rindieron homenaje a Santa Bárbara en el monasterio de San Miguel. Antes de la revolución rusa de 1917, entre los ciudadanos de Kiev eran muy populares los llamados anillos de Santa Bárbara, que eran anillos fabricados y bendecidos en el monasterio. Por lo general, servían para atraer la buena suerte y, según las creencias populares, para protegerse de la brujería siendo también eficaces contra las enfermedades graves y la muerte súbita. Estas creencias se refieren al hecho de que el monasterio no se vio afectado por la epidemia de la peste en 1710 ni por la epidemia del cólera del siglo XIX.

### Demolición de la catedral y el campanario (1934–1936)
Durante la primera mitad de los años 1930, varias publicaciones soviéticas pusieron en tela de juicio los hechos históricos conocidos acerca de la edad de la catedral. Las publicaciones destacaron que el edificio medieval había sufrido importantes reconstrucciones y que lo que se conservaba era apenas una pequeña parte de la catedral original de estilo bizantino. Esto llevó a la demolición del monasterio y a su sustitución por el nuevo centro administrativo de la República Socialista Soviética de Ucrania (antes situado en la ciudad de Járkov). Antes de su demolición, entre el 8 de junio y 9 de julio de 1934, el edificio fue cuidadosamente estudiado por TM Movchanivskyi y K. Honcharev del recientemente purgado y reorganizado Instituto de Cultura Material de la Academia ucraniana de las Ciencias. Basándose en su estudio, la catedral, como se declaraba, pertenecía principalmente al estilo barroco ucraniano en lugar de al siglo XII, como se pensaba anteriormente, no mereciendo así la preservación debido a su carencia de valor histórico y artístico. Esta conclusión respaldó los planes de las autoridades soviéticas para demoler todo el monasterio. Los historiadores, arqueólogos y arquitectos locales estuvieron de acuerdo con la demolición del monasterio, aunque de mala gana. Únicamente rechazó firmar el acta de demolición el profesor Mykola Makarenko, quien murió más tarde en una prisión soviética.

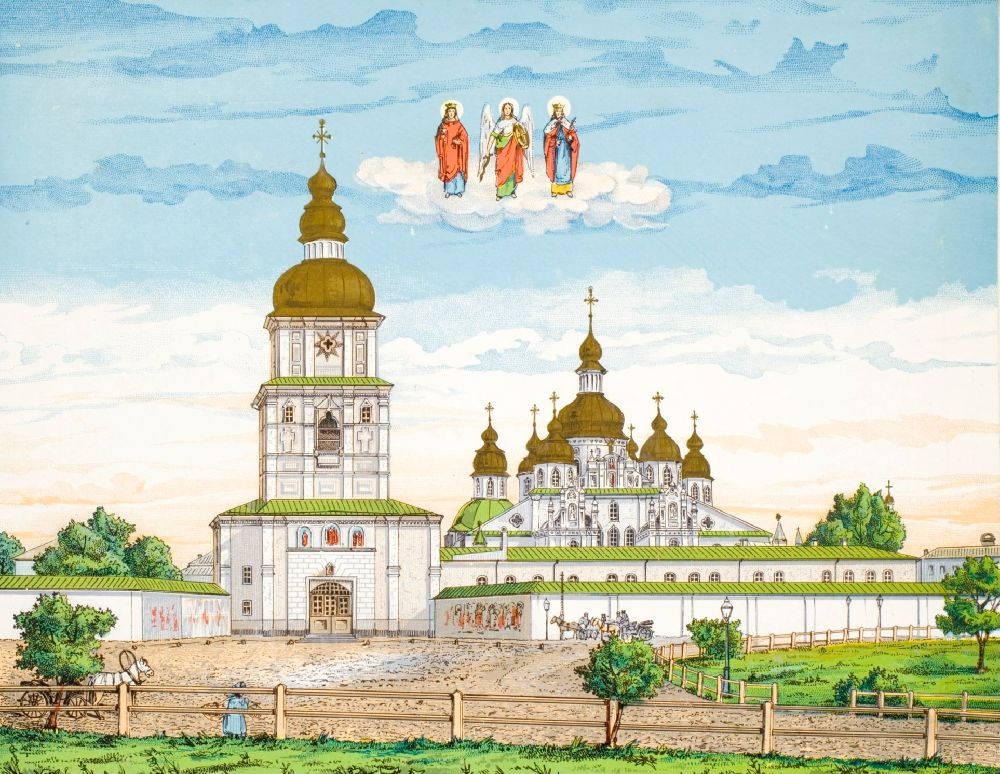
Litografía del Monasterio de San Miguel, Kiev, Department of Image Collections, National Gallery of Art Library, Washington D. C.

El 26 de junio de 1934, comenzó la retirada de los mosaicos bizantinos del siglo XII, dirigida por la Sección de Mosaicos de la Academia de Bellas Artes de Leningrado. Los especialistas fueron forzados a trabajar con prisa debido a la inminente demolición, siendo así incapaces de completar el proyecto completo. A pesar del cuidado y la atención mostradas durante el retiro de los mosaicos de las paredes de la catedral, no se puede confiar en que los mosaicos trasladados sean absolutamente auténticos.
Los mosaicos restantes, que cubrían un área de 45 m², fueron repartidos entre el Museo del Hermitage, la Galería Tretyakov y el Museo Ruso. Otra parte de estos mosaicos fueron instalados en la segunda planta de la Catedral de Santa Sofía de Kiev, no mostrados a los turistas. Aquellos artículos que permanecieron en Kiev fueron incautados por los nazis durante la Segunda Guerra Mundial y llevados a Alemania. Tras el fin de la guerra cayeron en manos estadounidenses, siendo más tarde devueltos a Moscú.
Durante la primavera 1935, se derribaron las cúpulas doradas del monasterio. Las puertas reales de plata de la catedral, el relicario de Iván Mazepa y otros objetos de valor fueron vendidos en el extranjero o simplemente destruidos. El iconostasio de cinco niveles fue retirado de la catedral, y más tarde destruido. Las reliquias de Santa Bárbara fueron trasladadas a la Iglesia de los Diezmos y, tras el derribo de la iglesia, a la Catedral de San Vladímir en 1961.

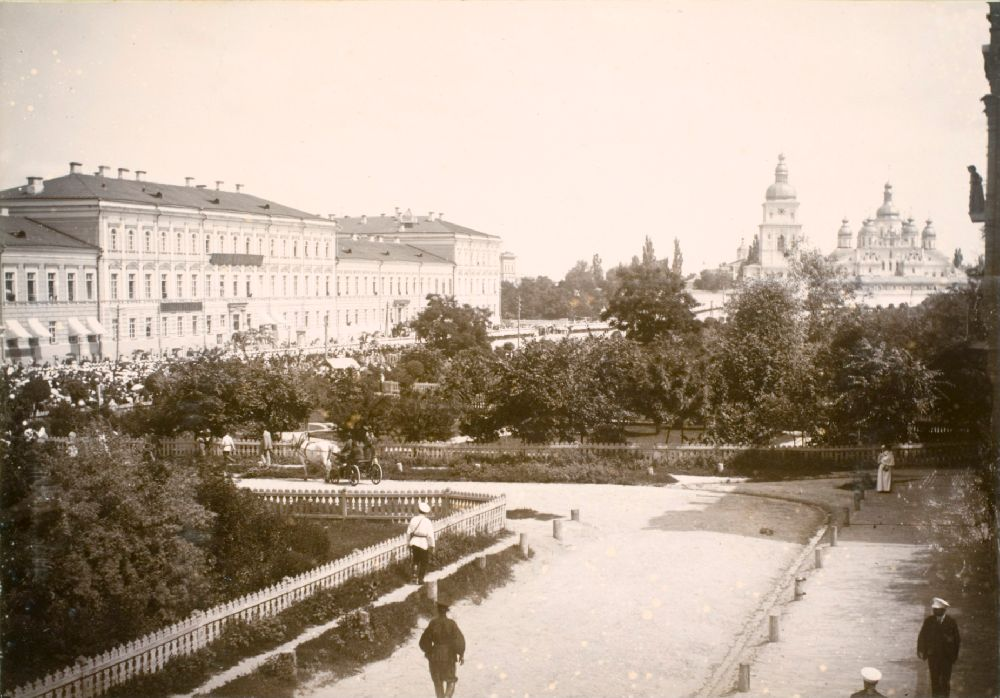
Monasterio de San Miguel de las Cúpulas, Department of Image Collections, National Gallery of Art Library, Washington D. C.

Durante el período de primavera-verano de 1936, fueron dinamitados el exterior de la catedral junto con el campanario. La Puerta Económica (Ekonomichna Brama) y los muros del monasterio también fueron destruidos. Tras la demolición, hubo en el lugar una minuciosa búsqueda de objetos de valor realizada por el NKVD.
El único edificio terminado de construir en los terrenos del antiguo monasterio antes de la Segunda Guerra Mundial aloja actualmente al Ministerio de Asuntos Exteriores de Ucrania. La construcción del segundo edificio que fue planificado para construirse en el lugar donde había estado la catedral fue retrasada en la primavera de 1938 debido a que las autoridades no estuvieron satisfechas con el diseño elegido. El edificio nunca llegó a construirse.
Tiempo después de la demolición, el lugar donde estuvo la catedral fue transformado en un complejo deportivo, con pistas de tenis y voleibol. El Refectorio de San Juan el Divino fue utilizado como vestuarios.

### Reconstrucción y conservación (1963–2004)
En agosto de 1963, el refectorio del monasterio, que se había salvado del derribo del monasterio, fue designado monumento arquitectónico de la RSS de Ucrania. En 1973, el ayuntamiento de Kiev estableció en la ciudad varias «zonas de preservación arqueológica», que incluían los terrenos del monasterio. Sin embargo, el lugar ocupado por la antigua catedral fue excluido del Parque-Museo histórico arqueológico desarrollado por el arquitecto A. M. Miletskyi y los asesores M. V. Jolostenko y P. P. Tolochko.
En los años 1970, los arquitectos ucranianos I. Mélnyk, A. Zayika, V. Korol, y el ingeniero A. Kolyakov elaboraron un plan de reconstrucción del Monasterio de San Miguel. Sin embargo, estos planes solo fueron tomados en consideración después de la caída de la Unión Soviética en 1991.
Tras la independencia de Ucrania en 1991, la demolición del monasterio fue considerado un delito y comenzaron a ser escuchadas las voces que pedían la reconstrucción a escala natural de monasterio como parte importante del patrimonio cultural del pueblo ucraniano. Estos proyectos fueron aprobados y realizados entre 1997 y 1998, tras lo cual el campanario y la catedral fueron transferidos a la Iglesia ortodoxa ucraniana del Patriarcado de Kiev. Yuriy Ivakin, arqueólogo jefe del sitio, dijo que durante las excavaciones previas a la reconstrucción se habían recuperado 260 artefactos antiguos y valiosos. Además, fue descubierta una parte de la antigua catedral, aún intacta, que actualmente constituye una parte de la cripta de la catedral.
Con el apoyo de las autoridades de la ciudad de Kiev, el arquitecto y restaurador Y. Lositskiy y otros reconstruyeron la parte occidental de los muros de piedra. Después fue reconstruido el campanario y se convirtió en una plataforma de observación. En lugar del reloj original fue instalado un reloj electrónico con un conjunto de 40 campanadas en el cual pueden escucharse melodías de famosos compositores ucranianos. Por último fue reconstruida la catedral y decorada por un conjunto de iconos barrocos de madera, copias de los antiguos mosaicos y frescos y nuevas obras de arte de artistas ucranianos.
La reconstruida Catedral de San Miguel de las Cúpulas Doradas fue inaugurada oficialmente el 30 de mayo de 1999. Sin embargo, la decoración, los mosaicos y los frescos interiores no se completaron hasta el 28 de mayo de 2000. En 2001, las capillas laterales fueron consagradas a Santa Bárbara y a Santa Catalina. Durante los cuatro años siguientes, las obras de arte y 18 de los 29 mosaicos de la catedral original fueron devueltos por Moscú tras años de tedioso debate entre las autoridades de Ucrania y Rusia. No obstante, a finales de 2006, los mosaicos que aún permanecen en el Museo del Hermitage de San Petersburgo serán trasladados a Kiev.
La noche del 10 al 11 de diciembre de 2013, las campanas del Monasterio tocaron a rebato, por primera vez desde la invasión mongola de la Rus de Kiev en 1240, convocando a los kievitas a acudir al Euromaidán ante el inminente ataque de las fuerzas antidisturbios Bérkut contra los manifestantes allí reunidos.

## Arquitectura
La arquitectura del monasterio incorpora elementos arquitectónicos que han evolucionado de los estilos predominantes durante los períodos bizantino y barroco. La catedral de San Miguel de las Cúpulas Doradas es la principal iglesia del monasterio construida entre 1108 y 1113 a instancias de Sviatopolk II. La catedral era la más grande de las tres iglesias del monasterio de San Demetrio. La antigua catedral fue el modelo para la catedral de la Asunción del Monasterio de las Cuevas de Kiev. Tenía planta de cruz griega predominante durante la época del Rus de Kiev, seis pilares y tres ábsides. Una iglesia en miniatura, probablemente un baptisterio, lindaba con la catedral por el sur. Había también una torre con una escalera que llevaba hasta el triforio, que fue incorporado a la parte septentrional del nártex sobresaliendo del bloque principal mucho más de lo que era común en dicha época. Es probable que la catedral tuviese una única cúpula, aunque otras dos cúpulas más pequeñas podrían haber coronado la torre y el baptisterio. La decoración interior era espléndida, al igual que los brillantes mosaicos de gran calidad, probablemente los mejores del Principado de Kiev.

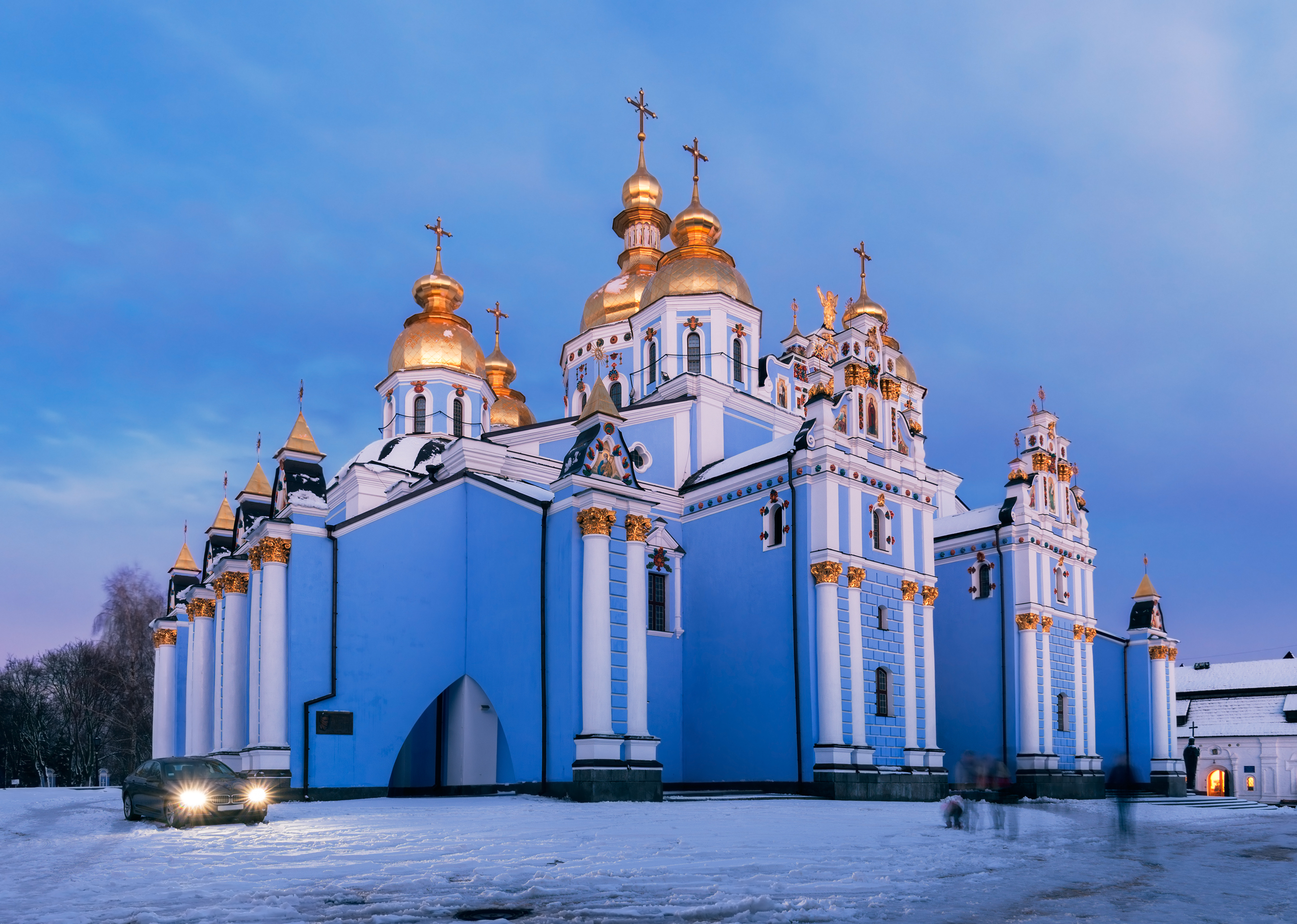
La Catedral de San Miguel de las Cúpulas Doradas vista desde el campanario.

Cuando las iglesias medievales de Kiev fueron reconstruidas a finales del siglo XVII y principios del XVIII al estilo del barroco ucraniano, la catedral fue ampliada y renovada de una forma espectacular. En 1746, el exterior de la catedral era de estilo barroco mientras que el interior mantenía su estilo bizantino original. A la originalmente única cúpula le fueron añadidas seis cúpulas más, construyéndose contrafuertes para contrarrestar así la presión añadida sobre los muros. El resto de los muros medievales, caracterizados por sus capas alternas de caliza y ladrillo, fueron cubiertas con estuco. Iván Hryhoróvych-Barskyi  fue el arquitecto responsable de los marcos de las ventanas y de la ornamentación con estuco.
Dentro de la iglesia fue instalado en 1718 un complejo iconostasio de cinco niveles financiado por el atamán Pavló Skoropadski y realizado por Grigori Petrov de Chernígov. Durante los siglos XVIII y XIX, fueron repintados sobre las paredes interiores casi todos los mosaicos y frescos bizantinos originales. Las restauraciones sobre los mosaicos y frescos que quedaron sin repintar fueron realizadas a finales del siglo XIX. Sin embargo, no existen investigaciones importantes y serias de las paredes, por lo cual es posible que los frescos o mosaicos medievales se conservaran bajo las capas de yeso más recientes.
El refectorio del monasterio (Trápezna) es un edificio rectangular de ladrillo en el cual se encuentra el comedor de los monjes así como diversas cocinas y despensas. El exterior está dividido por pilastras y muestra marcos de ventanas que recuerdan a la arquitectura moscovita tradicional. El refectorio se erigió en 1713 en el lugar ocupado por otro de madera más antiguo. El interior fue modificado en 1827 y 1837, realizándose obras de restauración entre 1976 y 1981. El campanario del monasterio se construyó entre 1716 y 1720 en tres niveles rematado por una cúpula en forma de pera.